# Cuéllar
|  | Per a altres significats, vegeu «Cuéllar (desambiguació)». |

Cuéllar és un municipi de la província de Segòvia, a la comunitat autònoma de Castella i Lleó. Limita al Nord amb Bahabón, Campaspero, Torrescárcela i Viloria, tots de la província de Valladolid. A l'Oest amb Chañe, Samboal, San Cristóbal de Cuéllar i Vallelado. Al Sud amb Gomezserracín, Pinarejos, Samboal, San Martín y Mudrián i Sanchonuño i a l'est amb Frumales i Olombrada, tots de la província de Segòvia.

## Divisió administrativa
Comprèn els nuclis de població de:
Cuéllar

Arroyo de Cuéllar

Campo de Cuéllar

Chatún

Dehesa Mayor

Dehesa de Cuéllar

Escarabajosa de Cuéllar

Fuentes de Cuéllar

Lovingos

Torregutiérrez

## Demografia
| 1981 | 1991 | 1996 | 2001 | 2003 | 2005 | 2007 |
| ---- | ---- | ---- | ---- | ---- | ---- | ---- |
| 8965 | 9071 | 9118 | 9138 | 9386 | 9483 | 9513 |

## Administració
| Període      | Nom de l'alcalde/-essa          | Partit polític | Data de possessió |
| ------------ | ------------------------------- | -------------- | ----------------- |
| 1979 - 1983  | Luis Zarzuela González          | UCD            | 19/04/1979        |
| 1983 - 1987  | Felipe Suárez Pérez             | PDP            | 28/05/1983        |
| 1987 - 1991  | Felipe Suárez Pérez             | PDP            | 30/06/1987        |
| 1991 - 1995  | Mariano Molinero Senovilla      |                | 15/06/1991        |
| 1995 - 1999  | Octavio César Cantalejo Olmos   | PSOE           | 17/06/1995        |
| 1999 - 2003  | Octavio César Cantalejo Olmos   | PSOE           | 03/07/1999        |
| 2003 - 2007  | Maria Luisa González San Miguel | PSOE           | 14/06/2003        |
| 2007 - 2011  | Jesús García Pastor             | PP             | 16/06/2007        |
| 2011 - 2015  | n/d                             | n/d            | 11/06/2011        |
| 2015 - 2019  | n/d                             | n/d            | 13/06/2015        |
| 2019 - 2023  | n/d                             | n/d            | 15/06/2019        |
| Des del 2023 | n/d                             | n/d            | 17/06/2023        |